# サムソン (ヘンデル)

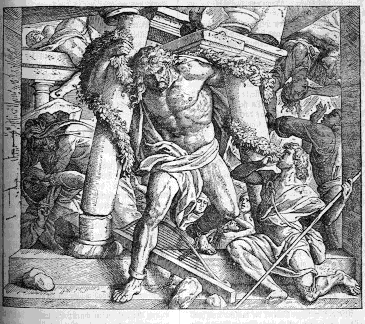
ダゴンの神殿を破壊するサムソン

『サムソン』（Samson）HWV 57は、ゲオルク・フリードリヒ・ヘンデルが1741年に作曲し、1743年に初演されたオラトリオ。『メサイア』とほぼ同時期に作曲された。ヘンデルが作曲した最大のオラトリオ作品である。
ジョン・ミルトンの劇詩『闘士サムソン』（Samson Agonistes, 1671年）にもとづき、ニューバラ・ハミルトンによって翻案されたテキストに作曲された。

## 概要
1741年9月14日に『メサイア』を完成したヘンデルは、ほとんど休むことなく『サムソン』を作曲し、10月29日にいったん完成した。
ハミルトンによる台本は基本的に『闘士サムソン』の抜粋にもとづくが、ミルトンの他のいくつかの詩も使われている。
ヘンデルは11月から翌1742年9月までダブリンへ演奏旅行に出かけた。ダブリンでは『メサイア』が初演されたが、旅行の間『サムソン』は放置された。ロンドンに戻った後に加筆を行い、1743年2月18日にコヴェント・ガーデンで初演された。演奏会は盛況であり、このシーズン用に予約した6日間はすべて満席となった。ヘンデルはさらに6日間の追加公演を行った。『サムソン』はシーズン中8回上演された。『サムソン』はヘンデルの生前常に変わらない人気を保っていた。
『サムソン』は『メサイア』とほぼ同時期に作られ、その音楽には共通点もあるが、劇的オラトリオである『サムソン』は『メサイア』のような宗教的オラトリオとは異なって、登場人物の個性をはっきり表すオペラ的な作曲がなされている。
ヘンデルはしばしば他人の音楽を自作に転用したが、この作品でもジョヴァンニ・レグレンツィ、ゲオルク・フィリップ・テレマン、ゲオルク・ムッファトらの音楽を拝借している。とくにジョヴァンニ・ポルタが1720年にロンドンで初演したオペラ『ヌミトーレ』からは多数の借用が見られ、オラトリオの最後に出現する有名なアリア「輝かしい天使よ」 (Let the bright seraphim in burning row) も原形が『ヌミトーレ』に見られるという。

## 登場人物
初演では主役のサムソンをジョン・ビアード、デリラをクライヴ夫人、ミカをシバー夫人（トマス・アーンの妹）、マノアをウィリアム・サヴェジ、ハラファをヘンリー・ラインホールド、イスラエル人とペリシテ人の女をクリスティーナ・マリア・アヴォーリオとエドワーズ夫人、イスラエル人とペリシテ人の男および使者をトマス・ロウが演じた。アヴォーリオ以外の歌手はすべてイギリス人だった。
- サムソン：テノール - ダン族出身の士師。
- ミカ：コントラルト - サムソンの友人。
- マノア：バス - サムソンの父。
- デリラ：ソプラノ - サムソンの妻。
- ハラファ：バス - ガト（英語版）出身のペリシテ人。
- ペリシテ人の女：ソプラノ
- イスラエル人の女：ソプラノ
- ペリシテ人の男：テノール
- イスラエル人の男：テノール
- 使者：テノール

## あらすじ

### 第1幕
フランス風序曲とメヌエットについで、ペリシテ人たちがダゴン神をたたえる祭のにぎやかな合唱が歌われる。サムソンは捕えられ、両目をくりぬかれてガザで奴隷として鎖につながれている。
友人のミカが現れ、憔悴したサムソンをみて、これがかつて獅子を引きさいた英雄であろうかと嘆く。サムソンは自分の弱点をデリラに漏らしてしまったことを後悔し、盲目にされたことを悲しむ(Total eclipse)。
老いた父親のマノアも現れ、かつて誕生を望みそして祝った子が今や悲しむべき状態になったと歌う。サムソンがダゴンを祭るペリシテ人の手にひきわたされたことによってイスラエルの神が侮辱されたと感じ、真の神の怒りによって復讐がとげられることを願う。
サムソンは自らの死によって苦しみを止めることを望む。イスラエル人の合唱は天上の栄光をたたえる。

### 第2幕
マノアはサムソンに、絶望せずに神を信じるように説く。ミカは神がサムソンに目をかけるように祈る。
デリラが現れ、サムソンをだましたことを悔い、自分はサムソンを今も愛しているので夫婦のよりを戻そうと言う。デリラとペリシテ人の女は愛について歌うが、サムソンは聞く耳をもたずデリラを拒絶する（二重唱「Traitor to love」）。
かねてサムソンの怪力について聞いていたペリシテ人のハラファがやってくるが、盲人と戦うのは沽券にかかわるという。サムソンはハラファを臆病者と侮辱する。ハラファがダゴン神を呼んだことから、ミカはダゴンとエホバのどちらが真の神であるかがこれで明らかになるという。エホバに祈るイスラエル人とダゴンに祈るペリシテ人の合唱が続く。

### 第3幕
ハラファが再びやってきて、サムソンがその怪力をダゴンの祭で示すように依頼する。サムソンは、異教の祭に参加することは許されていないとして断るが、無理矢理にでも連れていくと言われ、サムソンはイスラエルの民に自分はまちがったことはしないと言い、ひとりで祭へ赴く。
ペリシテ人たちはダゴン神が敵のサムソンを引き渡してくれたことを祝う。マノアは何とかサムソンを解放できないかと考えるが、突然激しい音楽が聞こえ（「恐怖と混乱のシンフォニー」と題されている）、ペリシテ人たちが助けを求めて叫ぶ。
使者がミカとマノアに事情を告げる。サムソンはペリシテ人が多数集まった建物をその怪力で引き倒し、自分ごとペリシテ人たちを潰したのだった。ミカはサムソンを哀悼し、人々は遺体を探しだして埋葬する（『サウル』で使われた葬送行進曲がここでも流れる）。
マノアは「サムソンは英雄として生き、英雄として死んだ」と言い、人々に嘆くのをやめさせる。ミカは人々にエホバを称えることを促す。トランペット・ソロつきのイスラエル人の女のアリア(Let the bright seraphim in burning row)と合唱によって幕を閉じる。